# Tetraponera natalensis
Tetraponera natalensis é uma espécie de formiga do gênero Tetraponera, pertencente à subfamília Pseudomyrmecinae.